# 월왕구천검

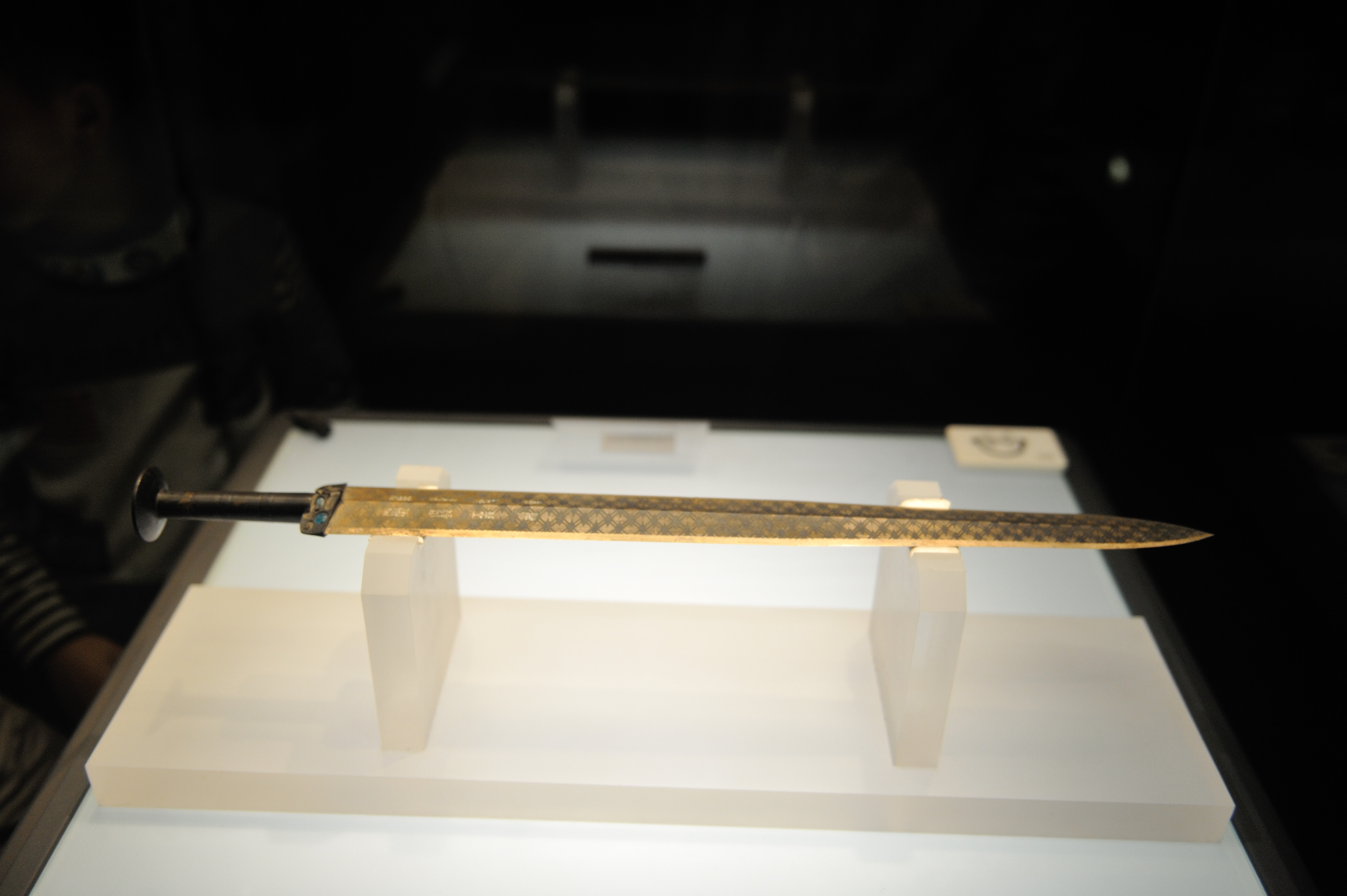
후베이성 박물관에 전시되어 있는 월왕구천검

월왕구천검(중국어 간체자: 越王勾践剑, 정체자: 越王勾踐劍, 병음: yuèwáng gōujiàn jiàn)은 1965년 중국 후베이성의 초나라 고분에서 발견된 춘추시대의 편수 양날 도검 유물이다.구리와 주석으로 만든 청동검으로, 지극히 오래되었음에도 불구하고 날이 서 있으며 녹청이 형성되지 않았다. 현재 후베이성 박물관에서 소장 중이다.

## 형태

월왕구천검에 새겨진 글자

검의 양 날에 네 글자씩 두 줄, 전서체의 일종인 조충전으로 글자가 새겨져 있다. 알아볼 수 있는 글자는 여섯 개로, "월왕○○자작용검(越王○○自作用剑)", 즉 월나라 왕 아무개가 사용하기 위해 만들었다는 내용이다. 검이 만들어진 것으로 추정되는 시기인 기원전 510년에서 월나라가 초나라에게 망한 기원전 334년 사이에는 십여 명의 왕(구천, 녹영, 불수, 옹, 착지, 무여, 지후 등)이 있었는데 이 중 검의 주인이 누구인지에 대한 중국 학자들의 논쟁이 있었고, 2개월만에 검의 주인을 구천으로 비정하였다.

## 갤러리
월왕구천검의 모습